# Gare de Cysoing
Gare de Cysoing vasútállomás Franciaországban, Cysoing településen.

## Vasútvonalak
Az állomást az alábbi vasútvonalak érintik:
- Somain-Halluin-vasútvonal

## Kapcsolódó állomások
A vasútállomáshoz az alábbi állomások vannak a legközelebb:
- Gare de Cobrieux
- Gare de Bouvines